# Э
Э (gemen: э) är en bokstav i det kyrilliska alfabetet. Den uttalas ungefär som svenskt ä-ljud. Vid transkribering av ryska skriver man e i svensk text och [ɛ] i IPA. Vid translitteration till latinska bokstäver enligt ISO 9 används è.

## Teckenkoder i datorsammanhang
| Teckenkoder        | Versal: Э                 | Gemen: э                |
| ------------------ | ------------------------- | ----------------------- |
| Namn (Unicode)     | CYRILLIC CAPITAL LETTER E | CYRILLIC SMALL LETTER E |
| Kodpunkt (Unicode) | U+042D                    | U+044D                  |
| HTML               | &#1069;                   | &#1101;                 |